# Bjurtjärnen (Hedemora socken, Dalarna)
Bjurtjärnen är en sjö i Hedemora kommun och Norbergs kommun i Dalarna och ingår i Dalälvens huvudavrinningsområde. Sjön är 8,5 meter djup, har en yta på 0,42 kvadratkilometer och är belägen 177,2 meter över havet. Sjön avvattnas av vattendraget Kräftbäcken.

## Delavrinningsområde
Bjurtjärnen ingår i det delavrinningsområde (667382-150448) som SMHI kallar för Inloppet i Djuptjärnen. Medelhöjden är 182 meter över havet och ytan är 10,28 kvadratkilometer. Det finns inga avrinningsområden uppströms utan avrinningsområdet är högsta punkten. Kräftbäcken som avvattnar avrinningsområdet har biflödesordning 3, vilket innebär att vattnet flödar genom totalt 3 vattendrag innan det når havet efter 154 kilometer. Avrinningsområdet består mestadels av skog (74 procent). Avrinningsområdet har 0,98 kvadratkilometer vattenytor vilket ger det en sjöprocent på 9,5 procent.